# García Ier (roi de León)
Pour les articles homonymes, voir García.
García Ier d'Oviedo, surnommé « le Silencieux  » (espagnol : El Silense), est mort à Zamora le 19 janvier 914. Il est roi de León de 910 à sa mort.

## Règne
Aîné des fils d'Alphonse III le Grand, il collabore avec lui dans les tâches d'administration du gouvernement. En 910, Alphonse découvre une conspiration ourdie par ses trois fils pour le renverser. Malgré les mesures prises par le roi pour l'empêcher, la conjuration réussit et le roi est déposé ; mais il meurt peu après.  À la mort d'Alphonse III son royaume est partagé entre ses trois fils. Le León revient à García, la Galice à Ordoño et les Asturies à Fruela. 
À la mort de García en 914, sans descendance, le royaume de Léon échoit à son frère Ordoño.